# 環澳路

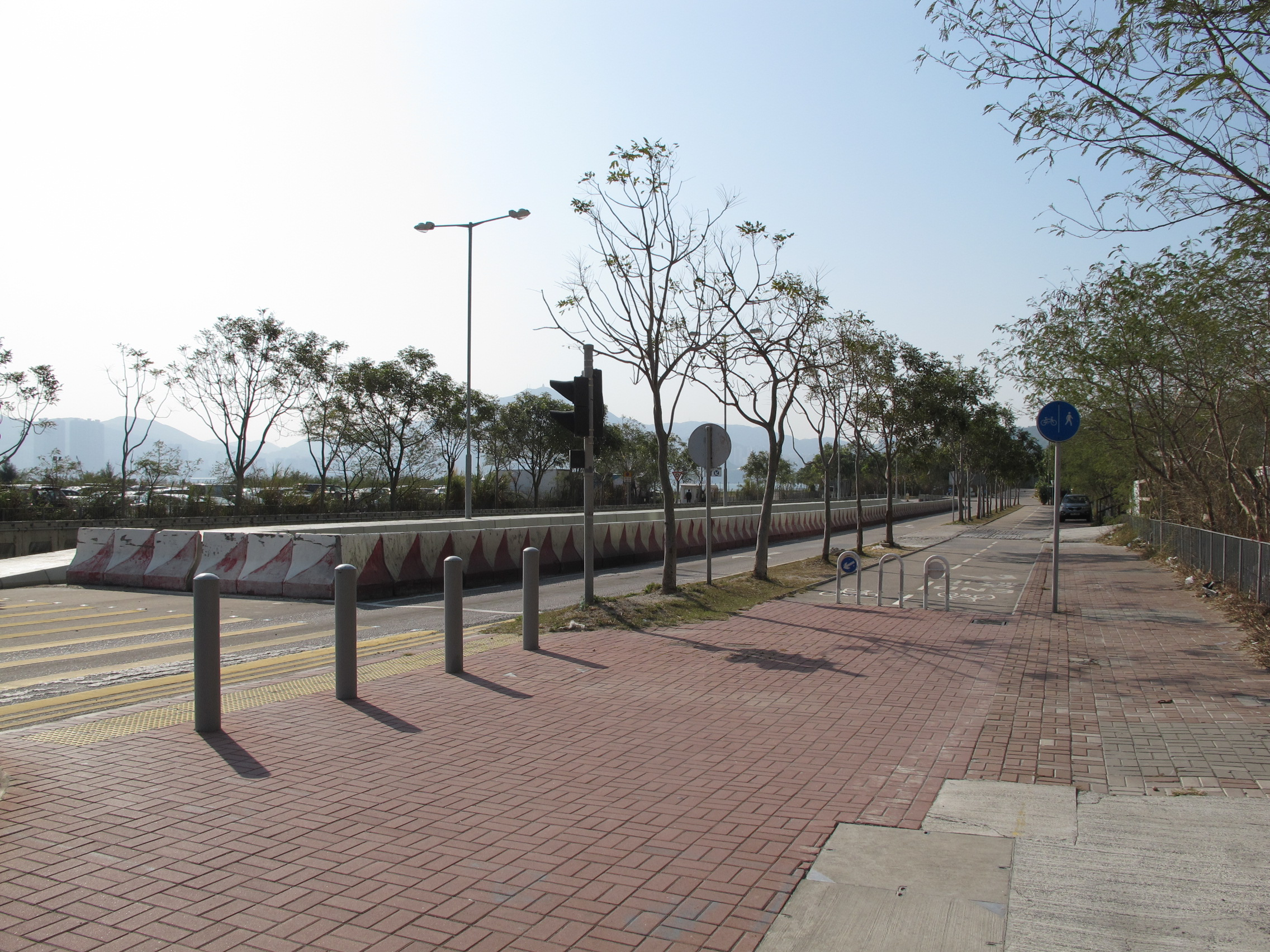
環澳路鄰近日出康城領都路段（2010年）

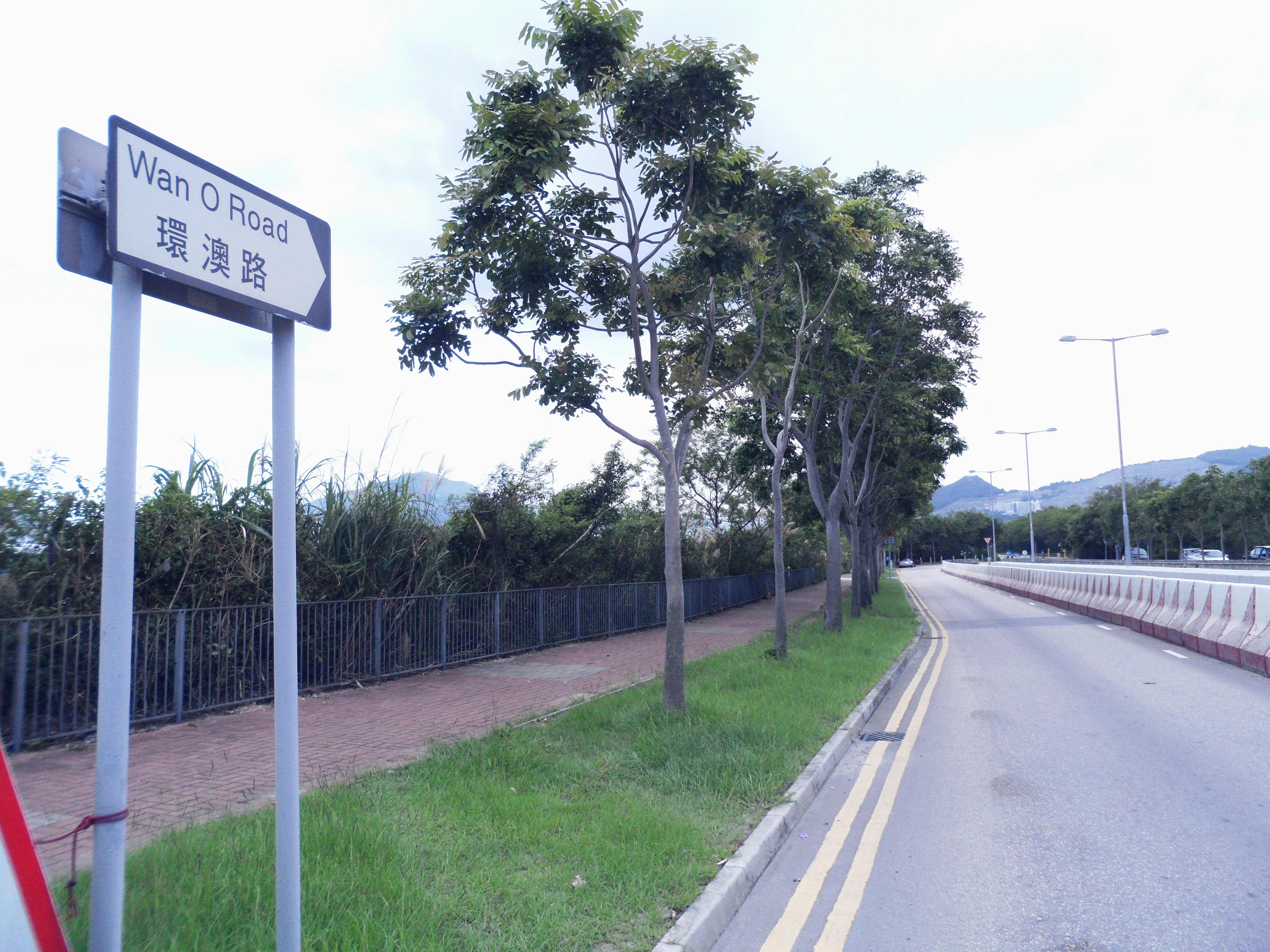
環澳路鄰近環保大道路段（2011年）

環澳路（英語：Wan O Road）是新界東西貢區將軍澳新市鎮的一條道路，位於清水灣半島西岸、將軍澳工業邨以北及日出康城住宅群以南，並由東向西連接環保大道、康城站、港鐵將軍澳車廠和將藍公路。
環澳路興建時已預留位置連接將軍澳跨灣連接路，該段道路以跨海大橋形式興建，橫跨將軍澳海灣到達維景灣畔以南，再接駁寶順路和將軍澳－藍田隧道，拉近日出康城、工業邨與將軍澳市中心和東九龍的距離，已於2022年12月11日通車。

## 鄰近
- 環保大道
- 日出康城
- 康城路
- 日出公園

## 交通
港鐵
- █  將軍澳綫：康城站

巴士

## 圖片集

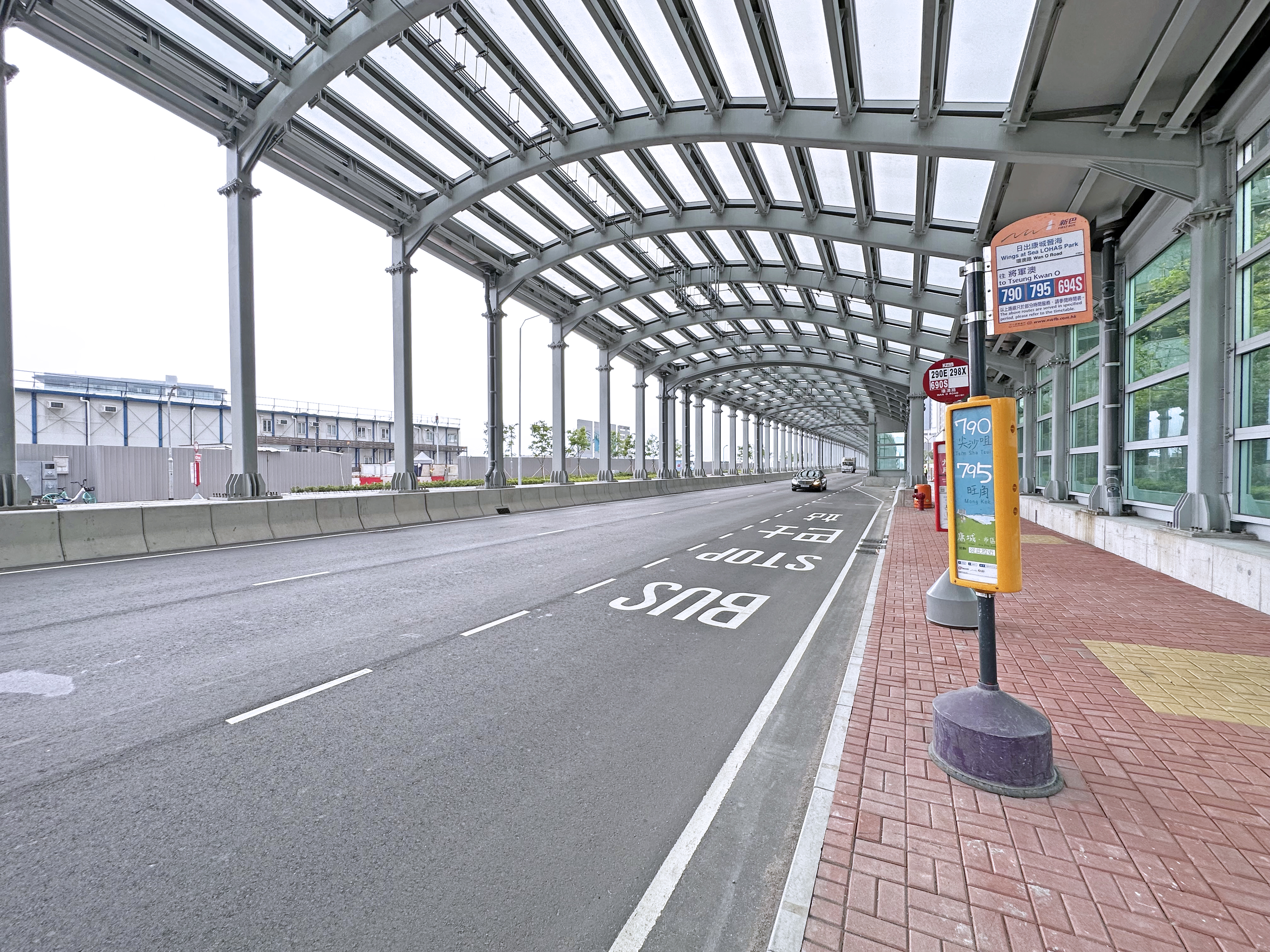
隔音屏下的巴士站
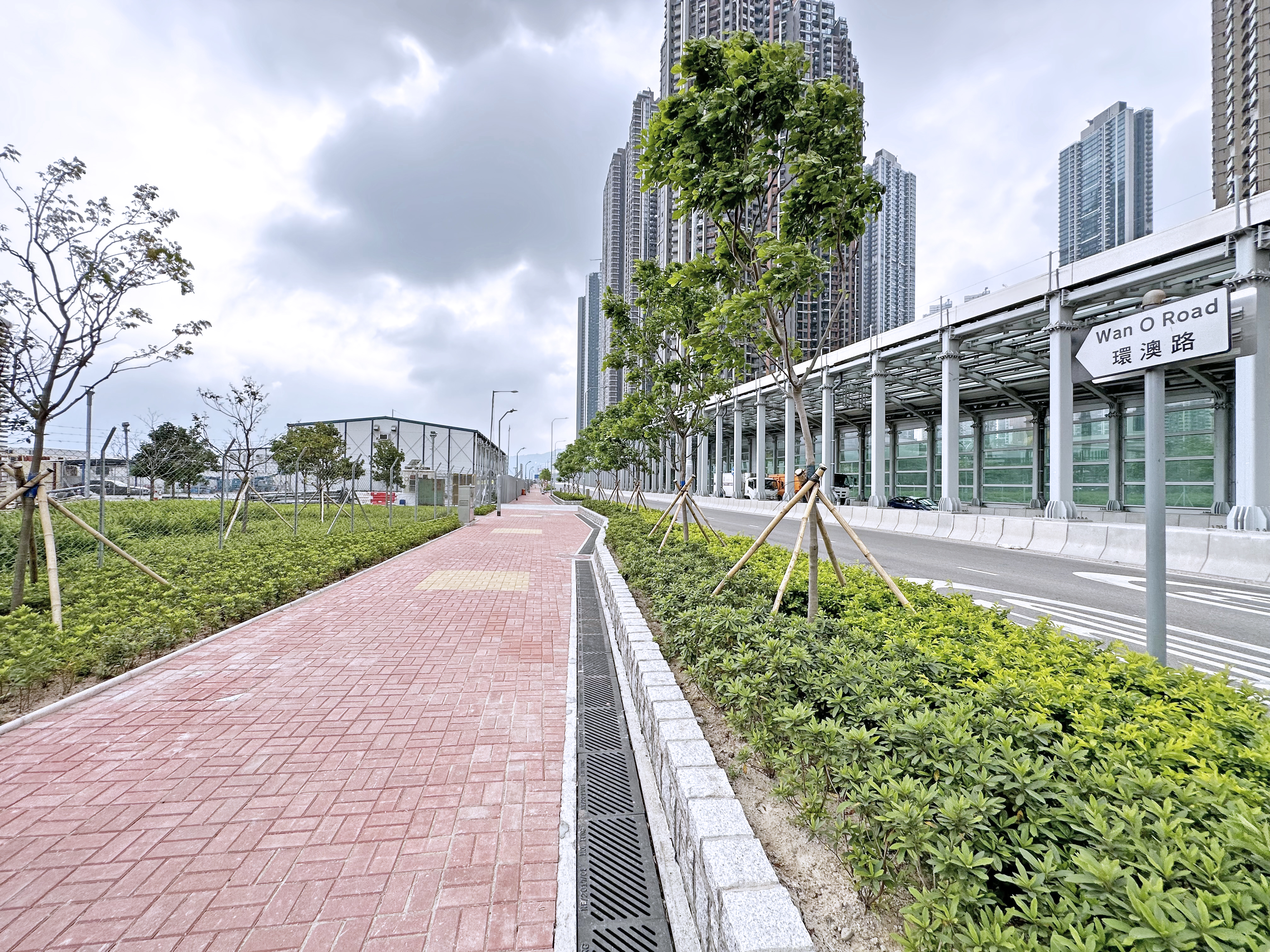
環澳路行人路
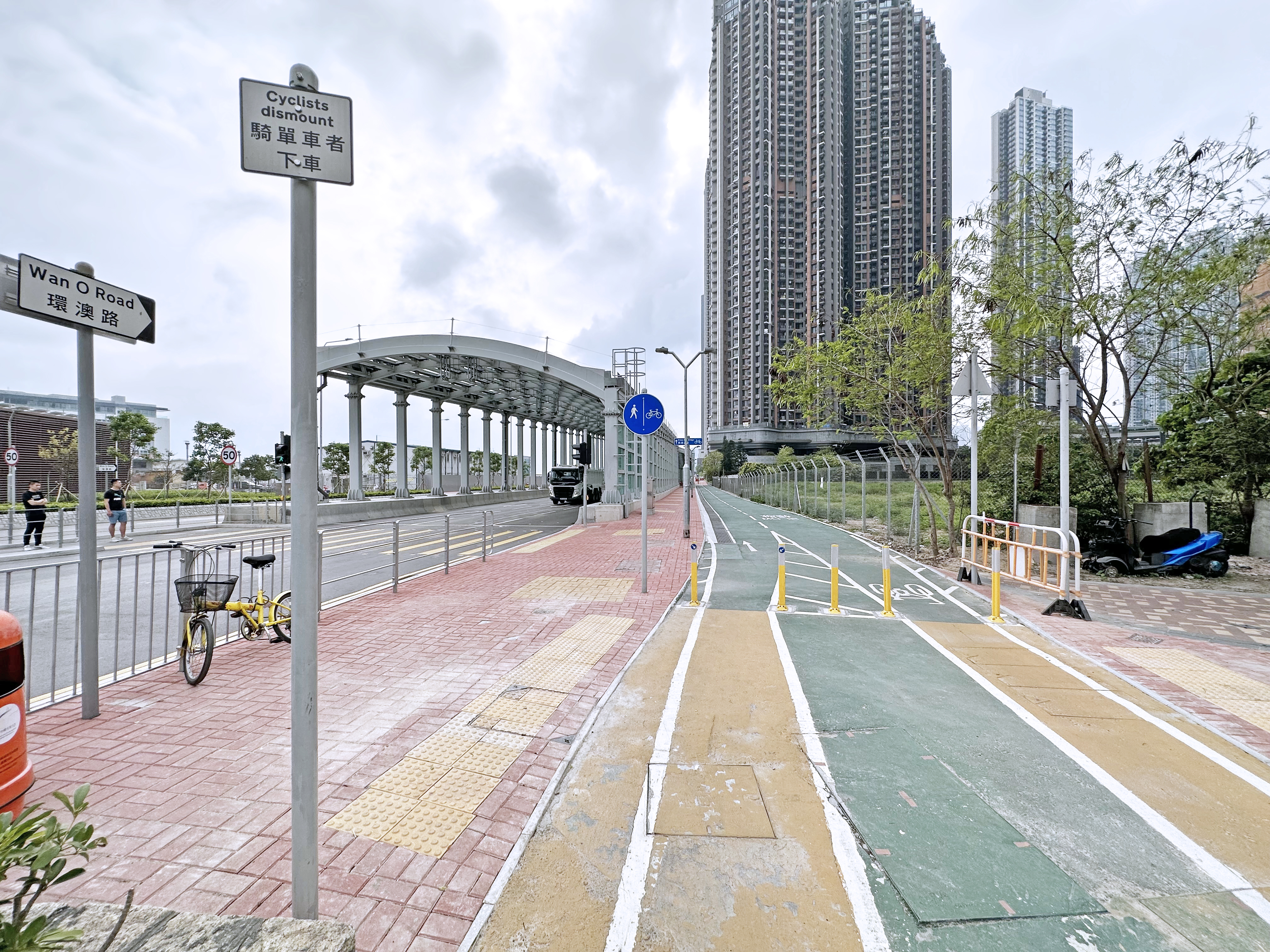
環澳路單車徑

## 外部連結
- 土木工程拓展署－將軍澳跨灣連接路
- 土木工程拓展署－將軍澳 - 藍田隧道